# 外村源左衛門
外村源左衛門（そとむら げんざえもん、生没年不詳）は、江戸時代前期の武士。赤穂藩浅野氏の家臣。赤穂藩では番頭400石の地位にあった。
元禄14年（1701年）の赤穂藩改易後の開城か籠城かの論争では、開城派の末席家老大野知房を支持して筆頭家老大石良雄や足軽頭原元辰・札座奉行岡島常樹兄弟などの籠城派と対立した。元禄14年4月12日（1701年5月19日）に孤立した大野は赤穂を逐電したが、外村はその後も赤穂城開城まで赤穂藩に残った。赤穂城開城では同じ番頭の伊藤五右衛門や岡島常樹らとともに藩邸の開城を担当している。しかしそれ以降は大石良雄の盟約に加わることもなく、赤穂から去っていった。その後の消息は不明。
『赤城盟伝』のなかで神崎則休は外村の人格について「奸曲也」と語っている。
なお、外村源五左衛門の組に属する藩士のうちからは菅谷政利が吉良邸討ち入りに加わった。